# Német Ispita
A Német Ispita Győr egyik nevezetes műemléke.
A Vörösmarty Mihály utcában található barokk épület, Győr város idős német ajkú lakosainak egykori menháza és temploma. A menház 1742-ben épült, építtetője Haberle Cecília. Az egyemeletes épület homlokzatán fülkében barokk Madonna-szobor látható. Szép az épület árkádos udvara.
A templom 1777–79 közt épült barokk homlokzati toronnyal és dongaboltozatos hajóval. Szép rokokó főoltára a Szentháromság-képpel, valamint a tabernákulum faragása különösen figyelemre méltó.